# Канкер (округ)
Канкер (англ. Kanker) — округ в индийском штате Чхаттисгарх. Образован в 1999 году из части территории округа Бастар. Административный центр — город Канкер. Площадь округа — 6506 км². По данным всеиндийской переписи 2001 года население округа составляло 650 934 человека. Уровень грамотности взрослого населения составлял 72,9 %, что выше среднеиндийского уровня (59,5 %). Доля городского населения составляла 4,8 %.